# Conflit évitable
Conflit évitable (titre original : The Evitable Conflict) est une nouvelle d'Isaac Asimov parue pour la première fois dans Astounding Science Fiction en 1950.

## Publications

### Publications aux États-Unis
La nouvelle est publiée pour la première fois dans Astounding Science Fiction en 1950.

### Publications en France
La nouvelle paraît en France dans les recueils Les Robots puis Nous les robots.

## Résumé
Au XXIe siècle, des ordinateurs géants - les « Machines », successeurs de Multivac - veillent au bonheur de l'humanité en assurant un développement égal, harmonieux et rapide. 
Libérés des guerres et de la misère, les Hommes restent maîtres de leur destin, mais suivent les conseils des Machines. Seule la « Société pour l'Humanité » proteste contre cette tutelle.
Une série d'anomalies exige l'intervention du docteur Susan Calvin, sur demande du Coordinateur mondial Stephen Byerley (qu'elle a rencontré dans la nouvelle La Preuve) : en l'espace de peu de temps, plusieurs projets mineurs ont été contrariés. Les humains concernés rejettent la faute sur les Machines, ce que tous trouvent absurde : les Machines ne se trompent pas, et de plus les trois lois de la robotique les empêchent de nuire aux humains !
En parcourant les continents, Susan Calvin découvre que tous les « fautifs » étaient des opposants aux Machines, et que les postes auxquels on les a relégués leur assurent une vie agréable mais sans pouvoir réel. L'influence des anti-Machines est ainsi lentement effacée. Mais par qui ?
Calvin finit par comprendre que les Machines se sont dotées de la Quatrième Loi ou Loi Zéro - « le bien de l'humanité passe avant celui d'un seul homme ». Il faut donc légèrement léser un petit nombre d'hommes - les membres de la « Société pour l'Humanité » - pour continuer à aider le plus grand nombre.
Bien que non encore nommée, cette nouvelle Loi implicite marque un jalon dans l'histoire des Robots : désormais, ils manipuleront l'humanité pour la protéger.